# Надгробни споменик стогодишњаку Вујици Илићу у Грабу
Епитаф на споменику Вујици Илићу (†1841) у Грабу налази се на Рајичића гробљу у селу Граб, Општина Лучани. Подигнут је старцу који је доживео дубоку старост и преминуо у 116. години.

## Опис
Споменик припада типу студеничких крсташа. Исклесан је од радочелског мермера. Добро је очуван, осим што је делом прекривен лишајем.

### Епитаф
На западној страни споменика читким словима предвуковског писма уклесан је текст епитафа:
ОВДЕ ПОЧИВА
СТАРАЦ ВУİЦА ИЛИЋЪ ОДЪ 116 Л
УМР. 1841 Г.